# Sefer Sever
Sefer Sever (* 1. Januar 1991 in Sakarya) ist ein türkischer Fußballspieler.

## Karriere
Sever begann mit dem Vereinsfußball in der Jugend von Harmanlıkspor und wechselte 2007 in die Nachwuchsabteilung von Fenerbahçe Istanbul. Seine Profikarriere startete er zwar 2009 bei İskenderun Demir Çelikspor, jedoch wurde er hier eine halbe Saison nur in der Reservemannschaft eingesetzt und anschließend an Kırıkhanspor verliehen. Anschließend spielte er der Reihe nach für Dardanelspor, Keçiörengücü und Büyükşehir Belediye Erzurumspor.
Zur Saison 2015/16 verpflichtete ihn der Zweitligist Boluspor. Für die Rückrunde der Saison 2015/16 wurde er an Tuzlaspor ausgeliehen.